# Lasiolat
Lasiolat ist ein indonesischer Distrikt (Kecamatan) im Regierungsbezirk Belu (Provinz Ost-Nusa Tenggara).

## Geographie
Lasiolat liegt im Nordosten des Regierungsbezirks Belu auf der Insel Timor und hat eine Fläche von 56,5 km². Die Region gilt als relativ kühl und fruchtbar. Westlich liegt der Distrikt Osttasifeto (Tasifeto Timur), südlich Lamaknen und westlich Raihat. Im Norden grenzt Lasiolat an den Nachbarstaat Osttimor mit seinem Verwaltungsamt Balibo (Gemeinde Bobonaro). Ursprünglich war Lasiolat Teil vom Distrikt Osttasifeto.
Der Distrikt Lasiolat teilt sich in die Desas Lasiolat (677 Einwohner 2010), Maneikun (695), Fatulotu (1.889), Lakanmau (780), Raiulun (679), Dualasi (911) und Baudaok (535).
Verwaltungssitz ist Lahurus auf einer Meereshöhe von 894 m.

## Einwohner
2010 lebten in Lasiolat 6.166 Menschen. Sie gehören mehrheitlich zur Ethnie der Tetum und sind in ihrer Mehrheit katholischen Glaubens. Lasiolat ist seit dem 19. Jahrhundert ein Zentrum der katholischen Missionierung Timors. So sind hier seit 1922 die Steyler Missionarinnen aktiv. Ab 1962 wurden auch einheimische Schwestern aufgenommen.

## Söhne und Töchter
- Gabriel Wilhelmus Manek (1913–1989), Erzbischof vom Erzbistum Ende 1961–1968